# Gran priorato di Napoli e Sicilia del sovrano militare ordine di Malta
Il Gran priorato di Napoli e Sicilia del sovrano militare ordine di Malta, comunemente abbreviato in Gran priorato di Napoli e Sicilia, è una istituzione del Sovrano militare ordine di Malta, che aveva un tempo la funzione di rappresentanza dell'Ordine nell'Italia meridionale e che oggi ha sede a Napoli. Deriva dalla fusione di tre gran priorati (Gran priorato di Capua, Gran priorato di Barletta e Gran priorato di Messina) con il Baliaggio di Napoli.

## Storia
Creato a partire dal XIII secolo, il Gran priorato di Napoli e Sicilia divenne subito un forte centro di aggregazione gerosolimitano non solo per la sua vicinanza fisica col mediterraneo e con le isole che nel corso dei secoli furono poi sede dell'operato dei cavalieri di Malta (Rodi, Malta, ecc.) ma anche per la naturale vocazione delle terre meridionali italiane all'attività marittima su cui si concentravano molte delle esperienze belliche dell'Ordine.
Il priorato godette di stima e potere per molti secoli sino al 1806 quando i beni del gran priorato di Napoli, così come quelli di Capua e Barletta, furono confiscati da Gioacchino Murat. La sede del priorato venne dunque trasferita provvisoriamente a Messina (ove esisteva un priorato) da dove, ad ogni modo, nel 1811, il re Ferdinando IV di Borbone, rifugiatosi in Sicilia con tutta la corte, diede ordine di passare al fisco tutti i beni dei cavalieri e le loro proprietà fondiarie.
La dura reazione di Ferdinando IV in un momento d'emergenza contro l'Ordine gerosolimitano è da attribuire al fatto che in precedenza l'Isola di Malta apparteneva al Regno di Sicilia e che il re Borbone riteneva che la conquista dell'isola da parte dei napoleonici nel 1797 fosse da attribuire essenzialmente alla negligenza dei responsabili della sua difesa, ovvero ai cavalieri di Malta.
Dal 1811, ad ogni modo, il priorato dell'Italia meridionale venne abolito e venne ricostituito solo nel 1839 per merito del Luogotenente del gran maestro Carlo Candida il quale in quello stesso anno già aveva ristabilito il Gran priorato di Lombardia e Venezia. Dopo il Congresso di Vienna, ad ogni modo, si era creato un unico regno denominato Regno delle Due Sicilie che comprendeva appunto il Regno di Napoli e quello di Sicilia e come tale il nuovo priorato ebbe la denominazione di Gran Priorato di Napoli e Sicilia.

## Le delegazioni
All'interno del proprio territorio il Gran priorato di Napoli è suddiviso in alcune delegazioni di rappresentanza:
- Benevento
- Catania
- Catanzaro
- L'Aquila
- Messina
- Napoli
- Puglia e Lucania, con sede a Molfetta (Ba)
- Reggio Calabria
- Sicilia Occidentale
- Siracusa e Ragusa
- Terra d'Otranto, con sede a Taranto
- Tropea